# Marssonopora kermadecensis
Marssonopora kermadecensis är en mossdjursart som beskrevs av Gordon 1984. Marssonopora kermadecensis ingår i släktet Marssonopora och familjen Calloporidae. Inga underarter finns listade i Catalogue of Life.